# Джефферсон-Лі Жозеф
Джефферсон-Лі Жозеф (фр. Jefferson-Lee Joseph) — французький регбіст, олімпійський чемпіон. 
Жозеф грає на позиції крайнього за команду Ажен.  Він народився у Франції в родині гваделупського походження. 
Золоту олімпійську медаль та звання олімпійського чемпіона Жозеф виборов на Паризькій олімпіаді 2024 року в складі збірної Франції з регбі-7. Клуб відпустив його в збірну сімок у вересні 2023 року для підготовки до Олімпіади.